# Amegilla ferrocincta
Amegilla ferrocincta is een vliesvleugelig insect uit de familie bijen en hommels (Apidae). De wetenschappelijke naam van de soort is voor het eerst geldig gepubliceerd in 1936 door Cockerell.